# 우라미치 오빠
《우라미치 오빠》(일본어: うらみちお兄さん)는 쿠제 가쿠가 그린 일본의 만화이다. pixiv 코믹 내의 웹 코믹 착신 사이트 『comic POOL』에서 2017년부터 연재되고 있다. TV 애니메이션은 스튜디오 블랑에서 만들어 TV 도쿄에서 2021년 7월 6일부터 9월 28일까지 매주 화요일 새벽 1시 30분(월요일 심야)에 방영되었다. 한국어판은 《우라미치 선생님》라는 이름으로 전자책으로만 나오고 있다. 이 만화는 교육방송 〈마마와 투게더〉에 출연하는 31살의 체조 선생님 오모타 우라미치와 방송국 관련인들의 일상을 그렸다. 대한민국에서는 자막으로 애니박스에서 2021년 7월 19일부터 10월 11일까지 매주 월요일 밤 11시에 방영되었다. 더빙으로는 2023년 7월 31일부터 9월 11일까지 매주 월요일 밤 11시에 방영했다.

## 우리말 녹음 목소리 출연
- 정주원: 오모타 우라미치
- 이세레나: 타다노 우타노
- 김혜성: 사가 이케테루
- 김명준: 우사하라 토비키치
- 신범식: 쿠마타니 미츠오
- 이재범: 데레키다 요시토
- 이창민: 도이, 우에, 네코
- 박성영: 사유리, 스고이, 키카쿠, 국장, 쿠미타니 아빠
- 우성은: 카요
- 고구인: 에데이AD
- 석승훈: 카펠리
- 홍승효: 후로데
- 안장혁: 신의 목소리
- 김윤채: 헤아매, 유리 엄마
- 강새봄: 켄지, 유타 엄마, 도샤부
- 신나리: 유카, 유타
- 김채린: 미키, 국장 손자
- 성예원: 미유, 카즈키, 쿠미타니 동생
- 정혜은: 토모키, 사키, 쿠미타니 엄마
- 김예령: 사야, 마부이, 국장 딸

## 방영 목록
| 회차         | 제목                                                         | 방송 일자 (일본) | 방송 일자 (대한민국, 자막) | 방송 일자(대한민국, 더빙) | 원작 화수 |
| ------------ | ------------------------------------------------------------ | ---------------- | -------------------------- | ------------------------- | --------- |
| 1화          | 우라미치 선생님                                              | 2021년 7월 6일   | 2021년 7월 19일            | 2023년 7월 31일           | 1권 1화   |
| 2화          | 선후배(자막) 선배와 후배(더빙)                               | 2021년 7월 13일  | 2021년 7월 26일            | 2023년 7월 31일           | 1권 2화   |
| 3화          | 화장실 양치질은 소중히(자막) 손 씻기와 양치질은 중요해(더빙) | 2021년 7월 20일  | 2021년 8월 2일             | 2023년 8월 7일            | 1권 6화   |
| 4화          | 끝나지 않는 더위                                             | 2021년 7월 27일  | 2021년 8월 9일             | 2023년 8월 7일            | 2권 12화  |
| 5화          | 이 공연이 끝나면                                             | 2021년 8월 3일   | 2021년 8월 16일            | 2023년 8월 14일           | 1권 8화   |
| 6화          | 생각나지 않는 바로 그것                                      | 2021년 8월 10일  | 2021년 8월 23일            | 2023년 8월 14일           | 2권 15화  |
| 7화          | 혼자서 할 수 있어                                            | 2021년 8월 17일  | 2021년 8월 30일            | 2023년 8월 21일           | 2권 11화  |
| 8화          | 눈치와 양심                                                  | 2021년 8월 24일  | 2021년 9월 6일             | 2023년 8월 21일           | 3권 22화  |
| 9화          | 요즘 젊은이들                                                | 2021년 8월 31일  | 2021년 9월 13일            | 2023년 8월 28일           | 3권 25화  |
| 10화         | 극한의 스파이럴                                              | 2021년 9월 7일   | 2021년 9월 20일            | 2023년 8월 28일           | 3권 21화  |
| 11화         | 운명의 만남(자막) 운명적인 만남(더빙)                        | 2021년 9월 14일  | 2021년 9월 27일            | 2023년 9월 4일            | 2권 18화  |
| 12화         | 서투른 미소(자막) 서툰 미소(더빙)                            | 2021년 9월 21일  | 2021년 10월 4일            | 2023년 9월 4일            | 3권 27화  |
| 13화(최종화) | Forever '마망과 투게더'(자막) Forever '마마와 투게더'(더빙)  | 2021년 9월 28일  | 2021년 10월 11일           | 2023년 9월 11일           |           |